# Sympetrum striolatum
Sympetrum striolatum là một loài chuồn chuồn ngô trong họ Libellulidae, là loài đặc hữu của Á-Âu. Nó là một trong những loài chuồn chuồn ngô phổ biến nhất ở châu Âu.

## Hình ảnh

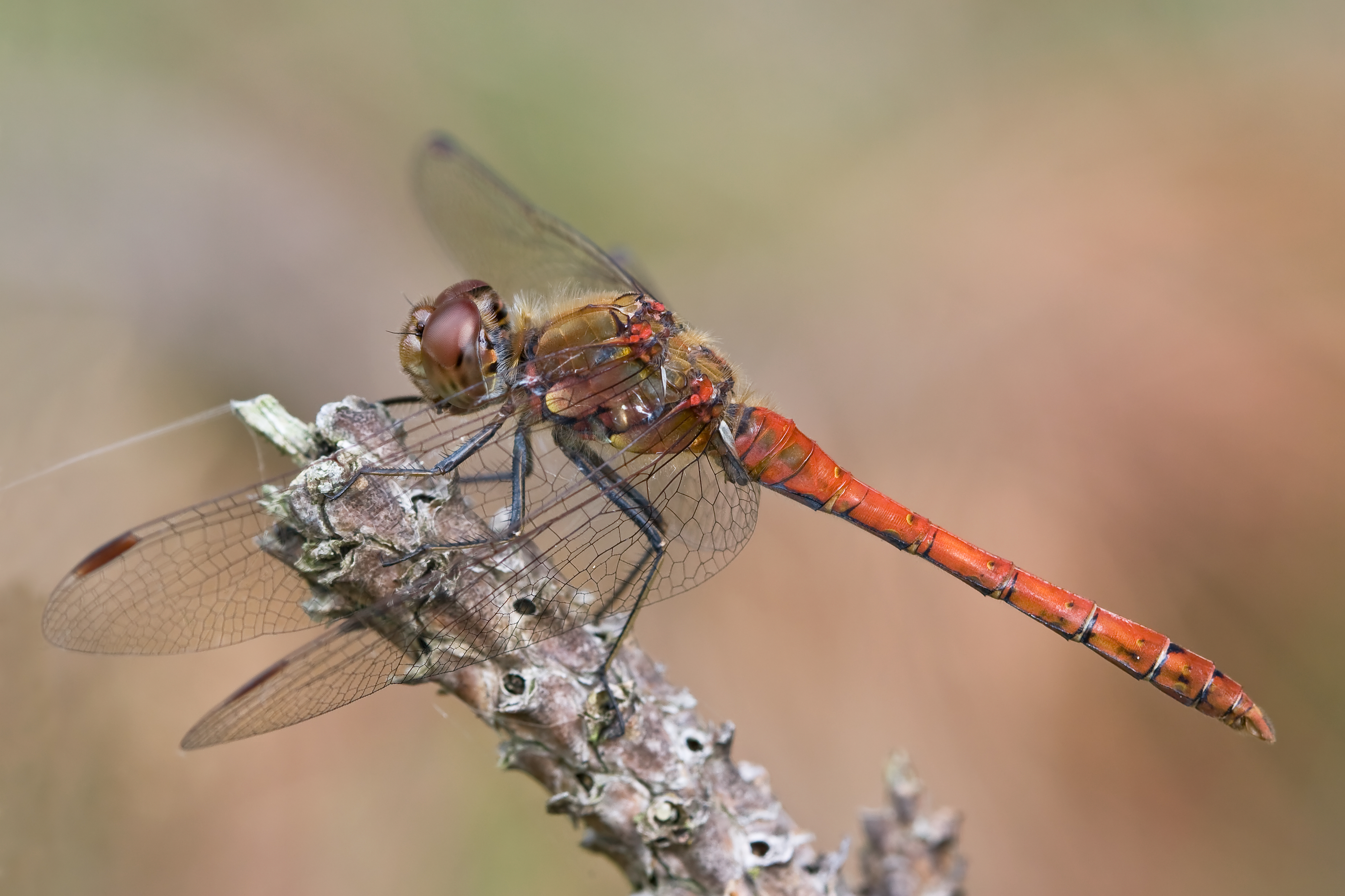
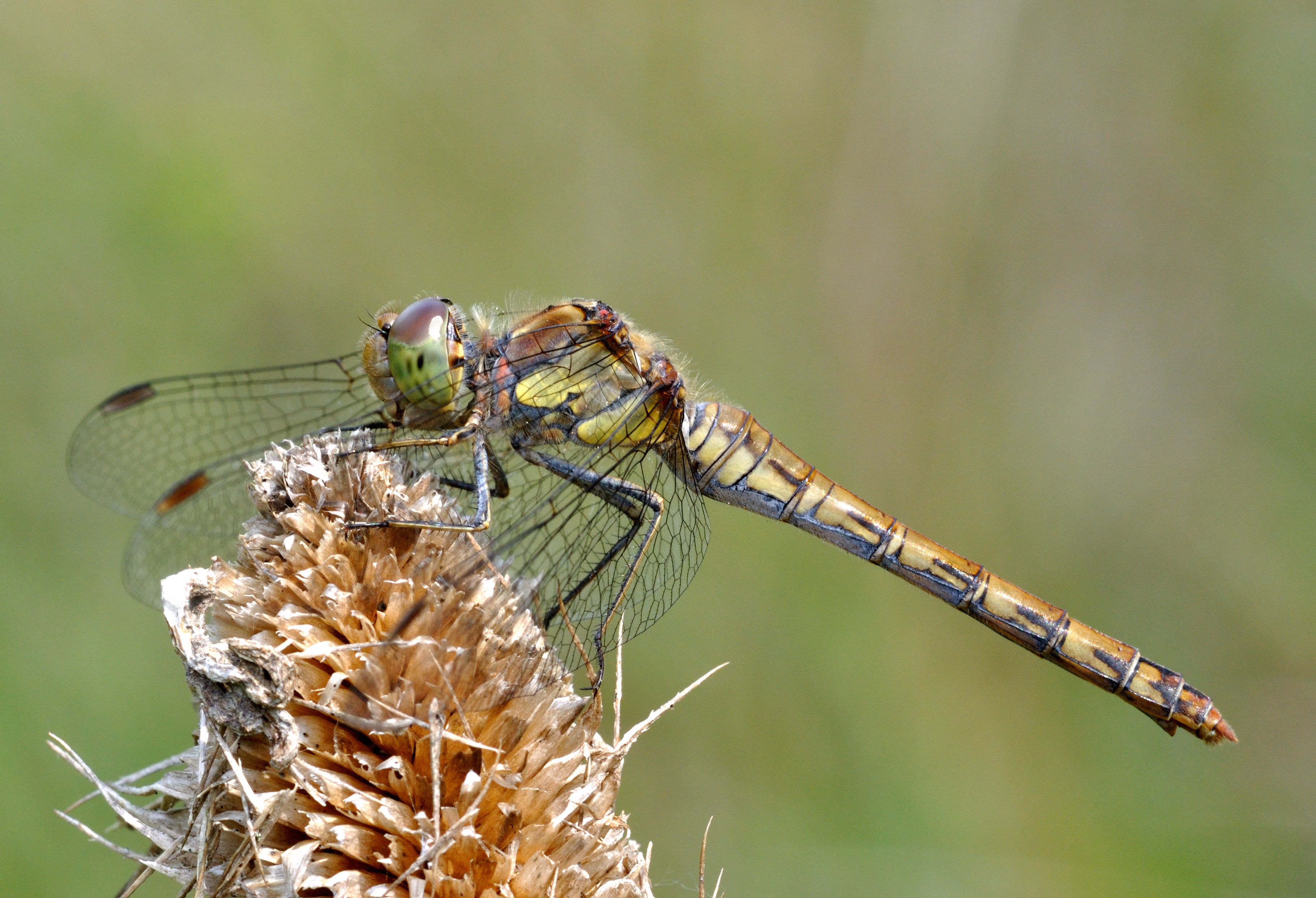
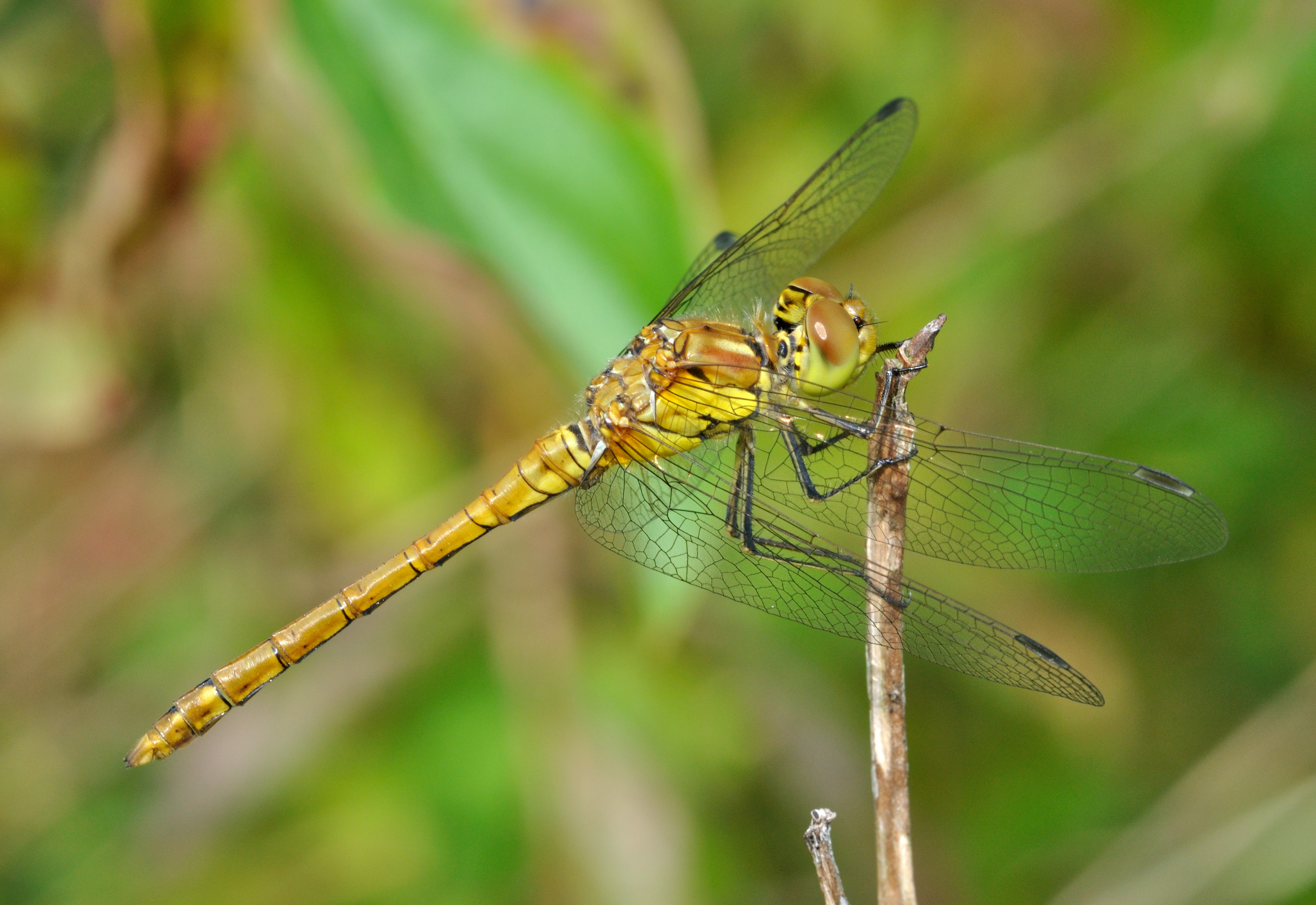
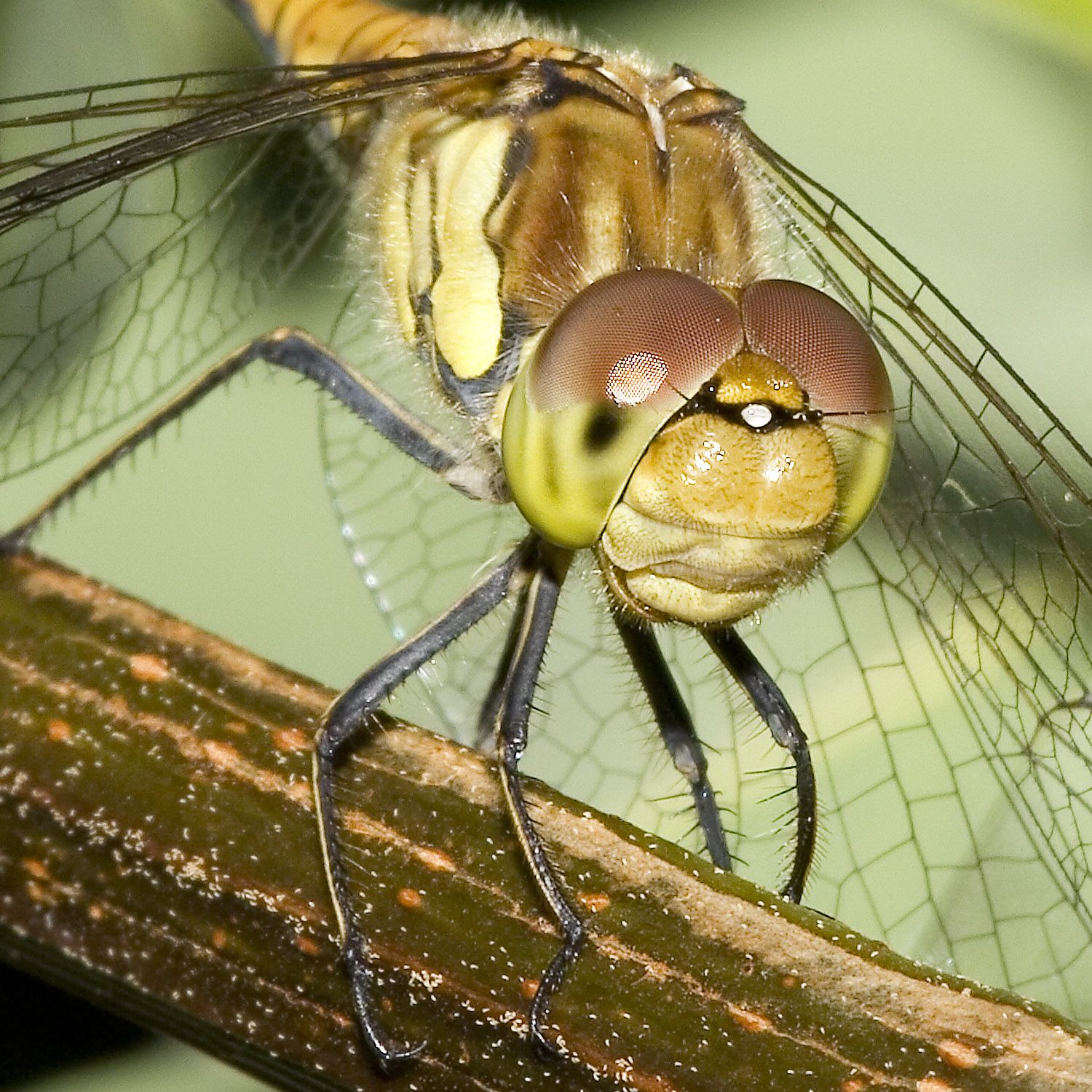